# Annie Turner Wittenmyer
Annie Wittenmyer, nata Sarah Turner (Sandy Springs, 26 agosto 1827 – Pottstown, 2 febbraio 1900), scrittrice, operatrice umanitaria e riformista.
Ha prestato servizio come prima presidente della Women's Christian Temperance Union dal 1874 al 1879. La casa degli orfani dei soldati dell'Iowa fu ribattezzata Annie Wittenmyer Home nel 1949 in suo onore.

## Biografia

### I primi anni
Nata a Sandy Springs, Contea di Adams, Ohio nel 1827, frequentò un seminario femminile. Sposò il commerciante William Wittenmyer all'età di 20 anni. Nel 1850 si trasferirono a Keokuk, Iowa, e lei iniziò una scuola domenicale e una scuola gratuita per bambini svantaggiati nel 1853. Da questi bambini sviluppò anche una congregazione metodista e scrisse diversi inni. Tre dei suoi quattro figli morirono prima di raggiungere l'età adulta e suo marito morì nel 1860.

### La guerra civile
Quando la guerra civile americana iniziò nell'aprile 1861 e le segnalazioni di soldati sofferenti raggiunsero il fronte interno, lei rispose recandosi negli ospedali militari, descrivendo le orribili condizioni a cui aveva assistito e sollecitando il sostegno locale. Quando la Keokuk Ladies 'Soldiers' Aid Society iniziò nel maggio 1861, ne divenne la "segretaria corrispondente" con la responsabilità di mantenere i contatti con le organizzazioni sorelle in tutto lo stato. Nel 1862 divenne la prima donna menzionata per nome in un documento legislativo dell'Iowa quando fu nominata agente sanitario per la Commissione Sanitaria Statale dell'Iowa. Nel 1863 iniziò a difendere gli orfani di guerra, contribuendo a creare diversi nuovi orfanotrofi dell'Iowa, tra cui l'Iowa Soldiers 'Orphans' Home, che in seguito fu ribattezzata Annie Wittenmyer Home. Dopo aver incontrato disaccordi pubblici e prolungati tra la Keokuk Ladies Aid Society e la Iowa Army Sanitary Commission, si dimise dal suo lavoro di soccorso locale nel 1864 per lavorare con la Commissione cristiana degli Stati Uniti nello sviluppo delle loro cucine dietetiche speciali per gli ospedali della guerra civile.
Questo programma fu progettato sia per migliorare la salute dei soldati che, secondo quanto riferito, stavano morendo a causa di un'alimentazione inadeguata negli ospedali, sia per fornire un mezzo alle donne interessate al lavoro missionario per ottenere l'ingresso negli ospedali della Guerra Civile e l'accesso ai soldati. Mary e Amanda Shelton e altre "lady manager" crearono cucine dietetiche in numerosi ospedali, non senza incontrare notevoli resistenze. Dopo la guerra la Wittenmyer scrisse Under the Guns, raccontando il suo lavoro di soccorso.

### Lavoro nel dopoguerra

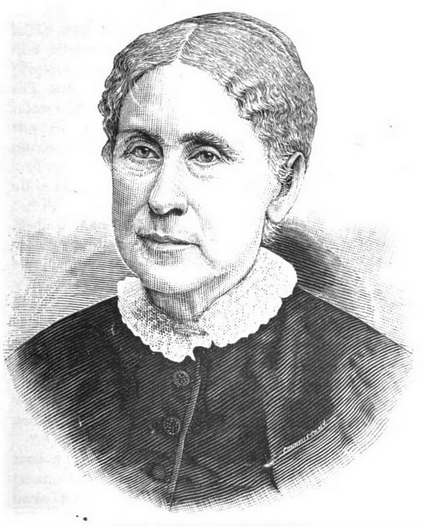
Annie Wittenmyer

Dopo la guerra aiutò a fondare la Woman's Home Missionary Society e servì come prima segretaria corrispondente nel 1871. Curò i periodici The Christian Woman e The Christian Child e scrisse molti altri inni e il libro Woman's Work for Jesus.
Durante il suo mandato come primo presidente della Women's Christian Temperance Union, il gruppo crebbe fino a superare le 1.000 branche locali. Si occupò del loro periodico Our Union e pubblicò due libri sull'argomento: il suo libro History of the Women's Temperance Crusade nel 1878 e Women of the Reformation nel 1884. Le successe Frances Willard quando l'organizzazione iniziò a concentrarsi sul suffragio femminile.
La Wittenmyer tornò poi al sostegno medico per i veterani e gli infermieri. Nel 1889 fu eletta presidente del Woman's Relief Corps e si concentrò sulla erogazione di pensioni per infermiere e vedove di guerra. Fece pressioni per le pensioni per le infermiere militari in pensione, arrivando alla legislazione approvata nel 1892. Pubblicò la sua autobiografia Under the Guns nel 1895 e andò in pensione nel 1898. Nello stesso anno fu eletta presidente dell'Unione per la temperanza cristiana delle donne nazionali non partigiane.

### Vita privata
La Wittenmyer morì per un attacco d'asma a Pottstown, in Pennsylvania, dopo una conferenza e fu sepolta a Sanatoga, nella Contea di Montgomery.
L'Annie Wittenmyer White Ribbon Award della Woman's Christian Temperance Union fu creato in suo onore e nel 1949 anche la Iowa Soldiers 'Orphans' Home fu ribattezzata Annie Wittenmyer Home in suo onore. In precedenza ospitava una filiale della Biblioteca pubblica di Davenport e attualmente ospita il Dipartimento dei parchi e delle attività ricreative e diverse organizzazioni per bambini.